# Euthalia dubernardi
Euthalia dubernardi är en fjärilsart som beskrevs av Charles Oberthür. Euthalia dubernardi ingår i släktet Euthalia och familjen praktfjärilar. Inga underarter finns listade i Catalogue of Life.